# Primera expedición española a las Salomón

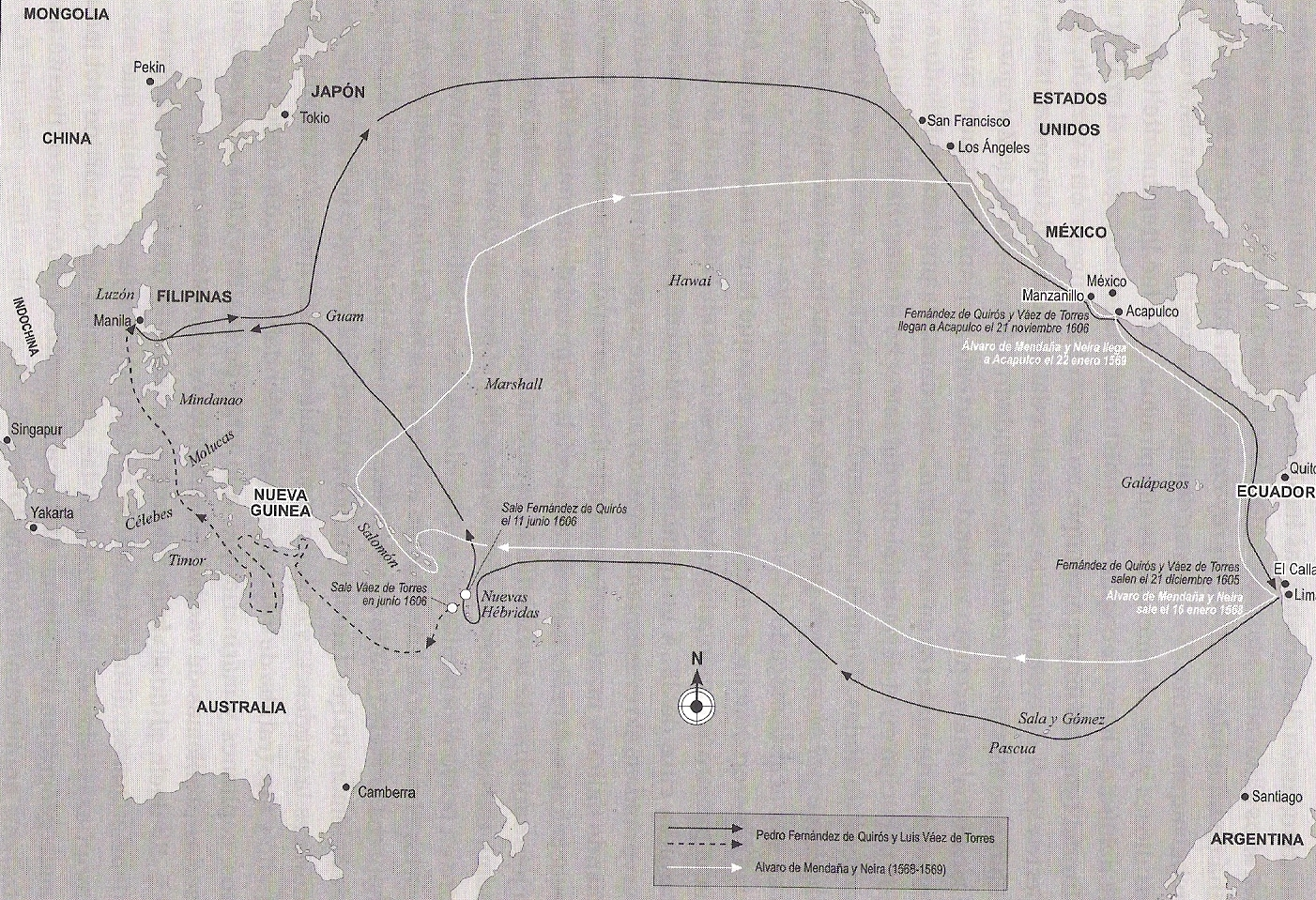
Expedición de Álvaro de Mendaña en blanco.

La primera expedición española a las islas Salomón fue uno de los dos viajes de Álvaro de Mendaña al océano Pacífico con el objetivo de encontrar el imaginario y mítico continente del sur, la Terra Australis Incognita. En esta expedición se descubrió el archipiélago de las islas Salomón el 1 de febrero de 1568 y se exploró gran parte del archipiélago, hasta que la expedición partió el 11 de agosto de 1568 hacia el virreinato del Perú y llegó a El Callao (Perú) el 22 de julio de 1569. Durante el viaje de vuelta se descubrieron numerosas islas en los actuales archipiélagos de Kiribati, Tuvalu y las islas Marshall, que la expedición visitó y obtuvo reconocimiento de algunas de ellas.

## Antecedentes

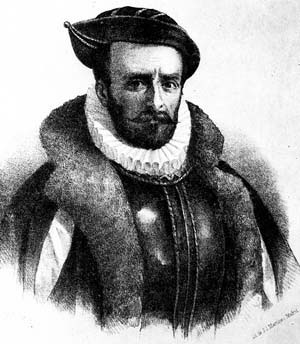
Álvaro de Mendaña

Los españoles del Perú conocieron de boca de los incas una leyenda que decía que hacia el oeste se encontraban unas islas llenas de oro. Inmediatamente compararon estas islas con la Tierra de Ofir donde se encontraban las minas de oro del rey Salomón. Otras historias relatadas por el indígena Chepo hablaba de las islas Coatu, Quen, Cabana, Uquenque y Camanique. Como el cargo de virrey del Perú estaba vacante, el presidente de la Real Audiencia de Lima, Lope García de Castro, ejercía las funciones de virrey y encargó la dirección de una expedición a su sobrino de 25 años, Álvaro de Mendaña, para encontrar estas tierras, sin olvidar la búsqueda de la Terra Australis Incognita, la gran tierra desconocida del sur que en aquella época aparecía en todos los mapas. Era muy codiciada entre marinos, puesto que creían que era una prometedora tierra con muchas riquezas naturales, con lo que la nación que la reclamase primero obtendría grandes recompensas.

### Preparativos
En 1567, el joven Mendaña se embarcó a la aventura después de que su tío, el virrey Lope García de Castro, financiase la expedición con unos 10.000 pesos. El convoy de la expedición se preparó en el puerto de El Callao (Perú) y estaba formado por Los Reyes, la nao capitana, de 200 toneladas, y por Todos los Santos, la nao almiranta, de 140 toneladas. Para esta expedición se alistaron 160 hombres: entre ellos, numerosos oficiales como el capitán Pedro Sarmiento de Gamboa, al mando de la nao capitana; Hernando Gallego, piloto jefe de la flota; Pedro de Ortega Valencia; Francisco de Gálvez, vicario castrense; Gómez Hernández de Catoira, contador naval; el alférez general Hernando Enríquez, y Pedro Xuárez Coronel, como capitán de artillería. No hay que olvidar mencionar también a cronistas que narraron la expedición, como Belmonte Bermúdez y Suárez de Figueroa.
El 19 de noviembre de 1567, cuando todo estuvo listo, Mendaña se hizo a la mar.

## Viaje de ida
La expedición se dirigió hacia el oeste cruzando lo que ellos llamaron Golfo de la Concepción y Golfo de la Candelaria (mar entre el Perú y las Tuvalu).
El 10 de enero de 1568, es decir, casi dos meses después de su partida de El Callao, dieron con la isla Nombre de Jesús (probablemente Nui en el estado de Tuvalu), «pequeña y poblada por gente amulatada», según Mendaña. Más tarde llegaron a los Bajos de la Candelaria y al arrecife de Roncador, que podía tratarse de Otong Java, el atolón con la mayor laguna de las Salomón. 
El 7 de febrero de 1568, a los ochenta días de la salida de El Callao, avistaron tierra, la isla Atoglu, que Mendaña bautizó como Santa Isabel. Esta isla fue la primera de las islas Salomón en la que se asentó una expedición española. El recibimiento de los nativos fue amistoso, pues los españoles y los nativos tocaron música para abrir un primer encuentro entre las dos culturas. La expedición española se asentó en la Bahía de la Estrella (Estrela Bay).

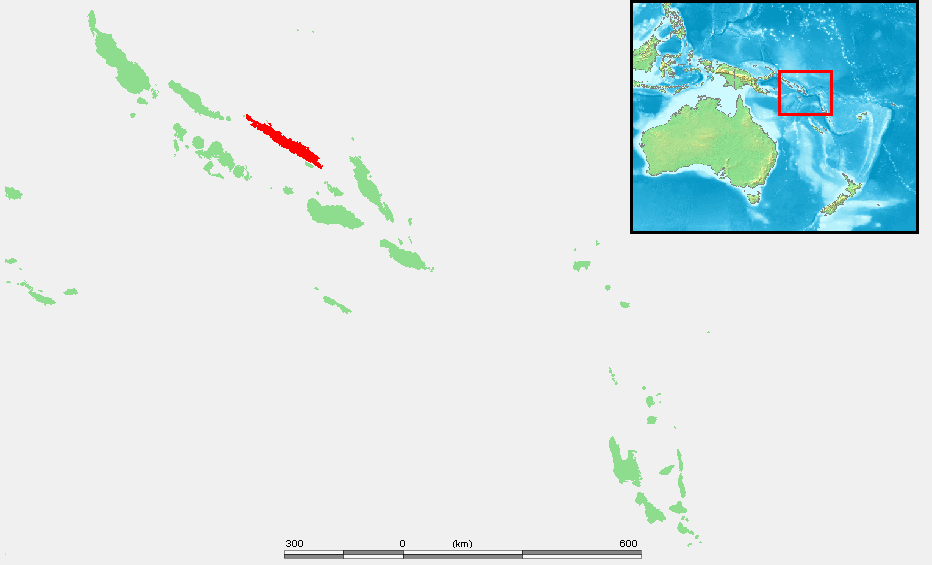
Isla de Santa Isabel

### Exploración de la isla de Santa Isabel y del archipiélago
Las dos naos de la expedición española se asentaron en la Bahía de la Estrella (Estrela Bay) al este de Santa Isabel. El recibimiento de los nativos fue amistoso, pues los españoles y los nativos tocaron música para abrir un primer encuentro entre las dos culturas. Una de las anécdotas de los españoles fue que escupían sobre las mujeres del lugar «...para darles a entender que no las habían de tomar», pues, según Mendaña «...ellas se iban tras ellos para ver con qué, y hubo una que se llegó a tomar de la falda del sayo a un soldado por verlo», hasta tal punto que, cuando los españoles iban a orinar, los nativos se subían a un árbol «para verles las vergüenzas», según Mendaña.
Los españoles permanecieron tres meses en Santa Isabel. Mendaña tuvo ocasión de conocer al jefe local, Bile Banara, hablando cada uno en su idioma, y los españoles sembraron amistades con el jefe de los nativos de la zona. En 1568 Mendaña hizo un recuento de los recursos de Santa Isabel. Descubrieron oro, «que llaman en la isla cereque», en pepitas y polvo en las riberas de los ríos, creyendo Mendaña que se encontraba en una tierra rica.
Mendaña ordenó la construcción de un bergantín para explorar la isla y sus alrededores. Mandó al mismo tiempo al maese de campo Pedro Ortega y al capitán Sarmiento de Gamboa para que explorasen el interior de Santa Isabel. Ortega, con 30 arcabuceros, permaneció ocho días en el bosque, topándose en la cordillera central con el cacique Tiarabasco, al cual lo prendió, generando una pequeña escaramuza, que se saldó con la primera baja española de un flechazo en el brazo, muriendo ocho días después por la herida. En el otro lado de la isla Ortega encontró a otro cacique llamado Bene, con un encuentro amistoso.
Por otro lado, Sarmiento de Gamboa, con 16 soldados, se internó en el interior hasta un río. Luego Sarmiento subió a una sierra para ver si Santa Isabel era una isla o formaba parte de un continente, descubriendo que era una isla. En muchas ocasiones los indios tocaban las caracolas anunciando guerra, por lo que muchas veces Sarmiento tuvo que defenderse de ataques.

Mientras tanto en el punto donde se habían asentado los españoles, el Adelantado Mendaña iba conociendo algunos puntos de la isla y obteniendo información sobre ella a través de Bile Banara. Hubo un momento en que Mendaña fue atacado por los nativos de otra tribu, pero fueron reducidos gracias a Bile Banara. Mendaña conoció muchas de las costumbres de la tribu. Comían vinahu, que según Mendaña «una rayz que comen en lugar de pan». Una de las partes más curiosas de este viaje fue que cuando un cacique del poniente de la isla traía como presente al almirante español «un cuarto de carne humana, que parecía de un muchacho» según Hernando Gallego, que enterró allí mismo ante el asombro de los indios, diciendo Mendaña en la lengua nativa que no lo comía. Otro detalle significativo fue que Bile ofreció al Adelantado tres mujeres rechazándolas Mendaña.
La mayor parte de los españoles trabajaba en la construcción de un bergantín de reconocimiento, «el Santiago de 30 toneles», mientras que Mendaña seguía mandando exploradores al interior de Santa Isabel, enviando a los soldados Gabriel Muñoz y Diego de Ávila. Pedro de Ortega, con 35 hombres, dio con un cacique llamado Meta. Ortega sacó información al cacique llevando a uno de sus hijos hasta Mendaña haciéndole saber que en la isla había nuez moscada y clavo. A su vez, Mendaña le mostró perlas y oro y el nativo las reconoció, diciendo a Mendaña que había en abundancia.
El bergantín estaba ya listo para navegar, y el piloto Hernando Gallego y Pedro de Ortega, con doce marineros y dieciocho soldados, durante un mes costearon Santa Isabel hasta avistar la isla de Ramos (hoy Malaita). Mendaña recibió en su barco un par de veces a Bile. Mendaña le habló en la lengua nativa del rey de Castilla Felipe II y le enseñó en un mapa todos los territorios que poseía su monarca y todos los vasallos. También tuvo la ocasión de hablarle del dios de los cristianos diciéndole que por fin llegaba a las costas y cerebros de aquellas nuevas tierras. Al cabo de un mes, el bergantín de reconocimiento volvió a Santa Isabel con buenas noticias. Gallego y Ortega Valencia habían descubierto todo un archipiélago. Hallaron una gran bahía con siete u ocho islas pequeñas (probablemente la isla San Jorge). Se dirigieron hacia el sur de Santa Isabel y divisaron dos isletas, y luego divisaron una gran isla (hoy Malaita), a la que bautizaron con el nombre de Ramos por descubrirse en su día. Costearon la isla y al sureste de allí divisaron otras dos islas que llamaron La Galera y Buena Vista. Más tarde saltaron a tierra en la isla Flora, la mayor de las islas Floridas. Los españoles observaron que los habitantes de aquella isla «...se enrubian el cabello, huyen del arcabuz, tocan arma con caracoles y tambores y comen carne humana». Más al este los españoles vieron, aunque no desembarcaron, San Germán y Guadalupe. Desembarcaron un poco más al sur, en Sesarga (isla de Savo) y descubrieron que en aquella isla se encontraba un volcán en erupción, por lo que tuvieron que abandonarla.
Tras zarpar de Sesarga, los exploradores de Mendaña dieron con una isla de grandes proporciones a la que llamaron Guadalcanal, debido a que fue Ortega quien la descubrió y le puso el nombre del pueblo sevillano Guadalcanal del que era natal. Cuando arribaron a la isla, numerosas canoas y hombres a nado se acercaron al bergantín. Sin embargo, los isleños empezaron a tirar desde tierra piedras a los españoles, los cuales con los arcabuces mataron a algunos indígenas, provocando que el resto se retirase. Ortega saltó a tierra y descubrió numerosos recursos naturales. Se bautizó como Ortega a un río y Gallego a otro en los que descubrieron pepitas de oro. Cuando terminaron de inspeccionar la isla, pusieron rumbo a Santa Isabel. En la vuelta fue cuando dieron con la isla Varnesta a la que bautizaron como isla San Jorge. Hernando Gallego relató las noticias más interesantes sobre aquella isla. Su cacique se llamaba Benebonafa y, según Gallego, en su puerto podían «caber mil naos». Los españoles cambiaron baratijas por perlas con los indios de allí.
El bergantín siguió navegando y descubrieron más islas. Descubrieron una isla, también importante, a la que bautizaron como San Nicolás (probablemente Nueva Georgia). Durante el camino descubrieron y exploraron muchos islotes. Gracias a que costearon Santa Isabel pudieron obtener sus medidas. Más tarde los españoles del bergantín alcanzaron a divisar una gran isla, ya casi confinante con la isla de Nueva Guinea, a la que bautizaron San Marcos (puede ser la actual Choiseul). Conocieron y exploraron mucho, pero no estaban satisfechos y Ortega mandó efectuar una exploración por tierra. La canoa que Ortega mandó explorar a tierra, en la que iban nueve soldados, un marinero y un indio amigo, encalló en los corales y los ocupantes naufragaron. Esos náufragos estuvieron perdidos tres días hasta que el bergantín los recogió.
Los españoles del bergantín consiguieron volver sanos y salvos a la bahía de la Estrella, donde seguían ancladas sin novedad las dos naos de Mendaña.

### Exploración de la isla de Guadalcanal

Isla de Guadalcanal

El relato que Ortega y Gallego contaron a Mendaña le interesó y el Adelantado se dejó convencer por las maravillas expuestas por sus hombres. Al trimestre de arribar a la isla de Santa Isabel, Mendaña dio la orden de levar anclas a las dos naos y el bergantín. El 8 de mayo de 1568, la flota llegó a Guadalcanal atracando en el río bautizado como Gallego sin observar movimientos extraños. Al día siguiente, 9 de mayo, Mendaña decidió tomar posesión de todas las tierras y en ese día bautizó a todo el archipiélago como islas Salomón. Los indios se acercaron con curiosidad a la ceremonia de toma de posesión y les pareció todo tan extraño que empezaron a disparar flechas contra los españoles. Estos montaron sus arcabuces y dispararon contra los indígenas que les atacaban, matando a dos nativos. Después de esto Mendaña dio la orden de embarcarse. Al día siguiente, los españoles volvieron a tierra y comprobaron que los indios habían quitado la cruz y, nuevamente, los curas Gálvez y Torres subieron a un monte para hacer una nueva ceremonia religiosa. Fue desde ese monte donde los españoles pudieron divisar 30 pueblos de más de 20 casas.
El 19 de mayo Mendaña envió a tierra al alférez real Fernando Enríquez con 30 soldados y descubrieron otro río con oro. Enríquez y Gallego se separaron del grueso de la expedición y navegaron con el bergantín y en el río Ortega divisaron más poblados. Enríquez saltó a tierra y 200 indios le salieron al encuentro y dieron a los españoles como tributo plátanos. Navegaron hasta otro río que llamaron San Bernardino. En sus inmediaciones encontraron 600 indios que les atacaron con piedras y flechas. Más tarde, en el río Santa Elena, empezaron hostilidades en la que los españoles tuvieron que repeler varios ataques, en los que mataron a un indio e hirieron a muchos. Después de avanzar y tocar tierra, 3000 indios presentaron un puerco y muchos cocos que llevaron al bergantín junto al cacique Nabalmua y fue la única de las presentaciones amistosas en la isla. Siguiendo rumbo sudeste, Gallego volvió a topar con Malaita (Ramos) dando con una abra que llamó Puerto Escondido. «Había allí indios desnudos que blandía mazas, de grandor de narajas, de un metal que parecía oro», según Gallego. Gallego continuó al sudeste, descubriendo un gran río y el puerto de la Asunción, donde surtieron su bergantín. Más al este dieron con la isla a la que llamaron Atreguada (hoy conocida como Ulawa) debido a que la gente les recibió con amabilidad. Superada la punta de la isla de Guadalcanal, rumbo hacia el sur, encontraron unas islas a las que bautizaron Las Tres Marías. Luego dieron con la isla Santiago y San Urbán. Tras estos descubrimientos, el bergantín volvió a la zona donde se encontraban las dos naos.

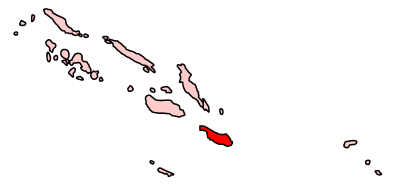
Isla San Cristóbal o Makira

La situación en Guadalcanal se había agravado para los hombres de Mendaña. Un día de la estancia, nueve españoles habían sido atacados por los indios mientras recogían agua. «Les cortaron en pedazos y les abrieron los cráneos», según la relación del contador naval Catoira. Un cacique de Guadalcanal se había hecho amigo de Mendaña y subía con frecuencia a bordo de su nave. En una ocasión se juntaron 40.000 indios reclamando a los españoles un muchacho que les habían secuestrado. Cuando se calmaron, Mendaña mandó a tierra a Pedro Sarmiento de Gamboa a atacar las aldeas cercanas por lo ocurrido. Mataron a 20 hombres y quemaron los pueblos donde los nativos habían puesto cocos hincados en palos como si fueran cabezas de españoles. Dar con víveres y agua se estaba convirtiendo en un problema grave, pues el 27 de mayo, una búsqueda de agua se saldó con la matanza de 10 españoles, comidos además, pues «se les encontró sin dientes, con los cráneos partidos y evidencias de que les faltaban sus sesos, y a muchos les cortaron las lenguas». El Adelantado era consciente de que los indios eran totalmente hostiles y además antropófagos, por lo que dio la orden de mandar a preparar las naos para el regreso a casa. Mendaña, entonces, se hizo, inmediatamente, a la mar en el océano Pacífico para volver al virreinato del Perú.

### Descubrimiento deSan Cristóbal
Cuando partieron, antes de entrar en mar abierto, los hombres de Mendaña descubrieron San Cristóbal (Makira) y saltaron a tierra en una bahía, bastante grande, que llamaron Puerto de la Visitación, para obtener posesión de ella y recoger víveres. Pero debido a que sus habitantes se levantaron en armas, los españoles tuvieron que irse de aquella zona de la isla. Durante este tiempo, exploraron las islas cercanas a San Cristóbal. En la isla que bautizaron Santiago, Sarmiento de Gamboa «...preparó batalla contra indios, cada uno con dos ó tres dardos, macanas, arcos y flechas, y hubo gran matanza», según Belmonte, cronista del viaje. Los españoles lograron llevarse panaes, ñames, cocos y almendras para cargar una nave.
Mendaña ordenó al bergantín costear la isla San Cristóbal con el piloto Hernando Gallego y el capitán Francisco Muñoz Rico con 13 soldados y 13 marineros, para saber si San Cristóbal es una isla o un continente. Descubrieron dos islas pequeñas, la Santa Catalina (Aguarí) en la que pudieron coger almendras, plátanos y algunos puercos y la isla Santa Ana (Itapa) en la que los indios atacaron con dardos y flechas y que los españoles tuvieron que repeler y terminaron quemando un poblado. El 4 de julio los expedicionarios vuelven e informan a Mendaña de que es una isla. Finalmente, Mendaña formó consejo con pilotos, capitanes y soldados, y decidieron volver al Perú. Decidieron llevarse a unos indios de San Cristóbal al virreinato para que comprobasen como era el tipo de indio austral. Se llevaron a tres indios y según el contador naval Catoira, aquellos indígenas al encontrar buen trato a bordo, después de ser bautizados, empezaron a sonreír y a confraternizar.

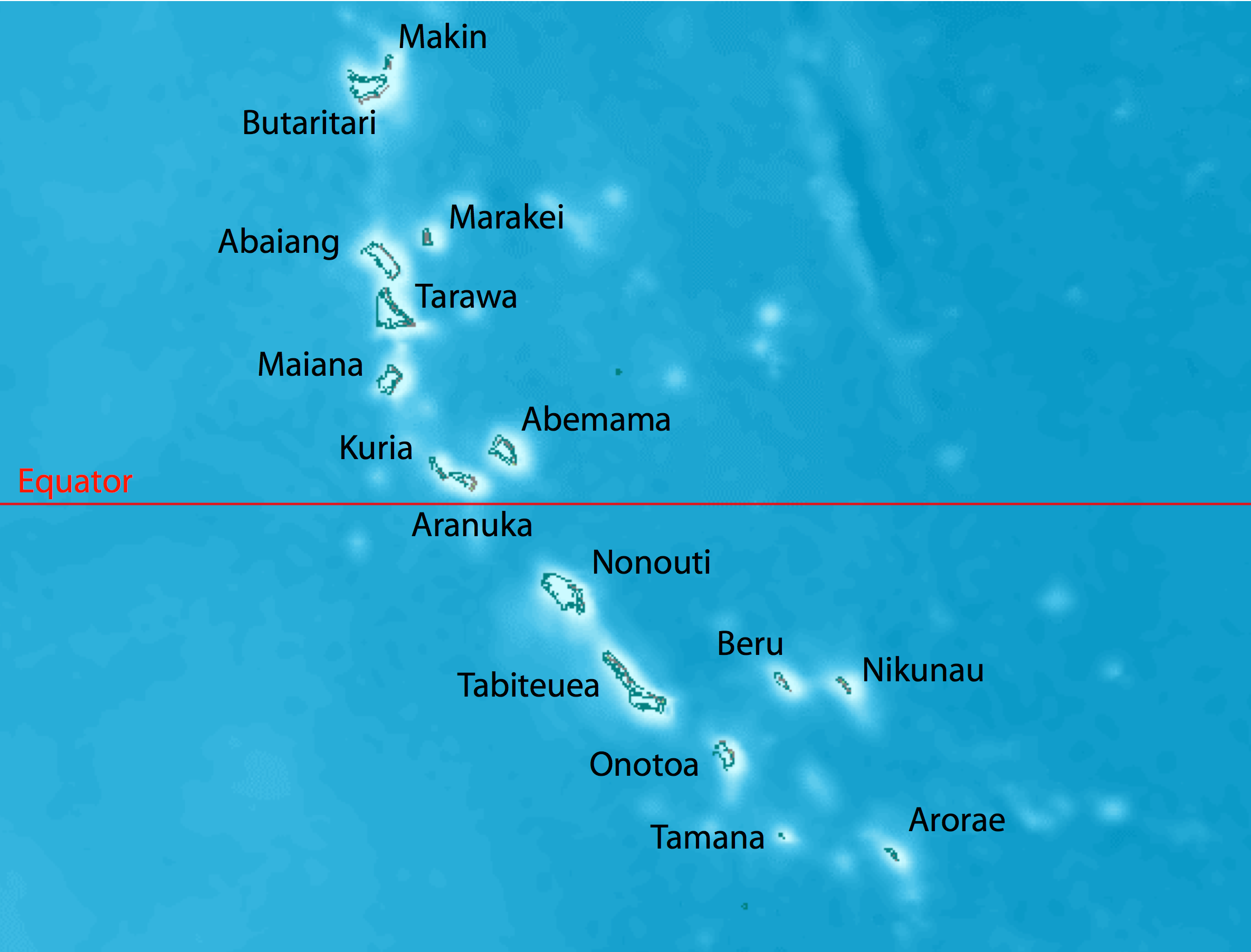
Islas Gilbert

## Viaje de vuelta
El 11 de agosto de 1568 se dieron a las velas desde el puerto de la Visitación en San Cristóbal. Permanecieron en las Salomón durante 6 meses y 4 días, Mendaña llevó consigo clavos de olor, nuez moscada y las pepitas de oro para hacer saber a la gente del virreinato que en aquellas tierra se encontraba oro. Las dos naos pusieron rumbo al norte y al noreste vieron señales de tierra, probablemente la isla de Nueva Guinea, pero decidieron seguir adelante y no desembarcar.
El 4 de septiembre los pilotos se sentían perdidos y dieron con las islas Gilbert y Ellice (conocidas como Kiribati y Tuvalu) descubriendo muchas de ellas, pero sin pisar tierra. Al final sopló viento favorable hacia el norte y las dos naos pudieron ir a más velocidad. Más tarde dieron con los Bajos de San Mateo (probablemente Namonuito en las islas Carolinas o una de las islas Marshall). Al desembarcar encontraron en una canoa un escoplo hecho de un clavo, un gallo y una cuerda que debían de pertenecer a españoles (se cree que a aquellas islas llegaron en 1566 los amotinados de la nave San Jerónimo).
Después, más al norte, «se iba padeciendo mucho y muriendo alguna gente», según Belmonte. Descubrieron la isla de ''San Francisco'' (isla Wake), «baja, redonda, de mucha arena y matorrales». Pusieron rumbo al norte y noreste donde sufrieron una tormenta, en la que Belmonte contaba «nadaban los marineros y soldados dentro de la nao». Debido a esto tuvieron que cortar el árbol mayor y deshacerse de camarote de proa de la nao almiranta, para seguir avanzando. Así pasó hasta el 19 de octubre. A los dos meses de navegación por el Pacífico Norte, los hombres empezaron a tener hambre y sed, por la escasez de víveres y algunos empezaron a padecer escorbuto. Finalmente, las dos naos se separaron.
El 9 de diciembre de 1568 hubo señales de tierra hasta que el 22 de enero de 1569 la nao capitana Los Reyes entraba en el puerto de Santiago de Colima en México. Tres días después atracaba la nao almiranta Todos los Santos. Después, las dos naos, pusieron rumbo al sur, costeando toda la costa Pacífica de América, haciendo escala en Realejo (Nicaragua) para hacer reparaciones. El 2 de marzo consiguió zarpar de Nicaragua y llegó el 22 de julio de 1569 a El Callao, dando por terminada la expedición.

## Consecuencias
Gracias a esta expedición, el descubrimiento y la información que dio Mendaña de las islas Salomón sirvió de ayuda y motivó a muchos otros exploradores europeos. Las islas Salomón habían sido reclamadas para España por Mendaña, e incluso las incluían en el imperio español en aquel momento. Pero tras el fracaso del intento de colonización de la segunda expedición española a las Salomón, el archipiélago cayó en el olvido, sin pertenecer a ninguna nación europea hasta bien entrado el siglo XIX.
También cabe destacar el conflicto que empezara Sarmiento de Gamboa con Mendaña, que se proclamó como descubridor de las islas Salomón y denigró a Mendaña, intentando quitarle el puesto de descubridor de las islas Salomón. En 1574 se formó una comisión de investigación y algunos de los marinos supervivientes tuvieron palabras favorables para la expedición, por lo que la consideran un éxito.
Además, Mendaña había probado que existía tal Tierra Austral, afirmando que las islas Salomón eran una parte de ella, hasta que James Cook probó que la Terra Australis no existía, después de su primera expedición.

###### The voyages of Pedro Fernandez de Quiros, 1595-1606
- Datos: Q6086402